# 岬 (ロンドンブーツ1号2号の曲)
「岬」（みさき）は、ロンドンブーツ1号2号の1枚目のシングル。2000年12月6日発売。

## 概要
- お笑いコンビ・ロンドンブーツ1号2号のデビューシングルである。
- 淳によると、自らのパートはすぐにレコーディングが終了したが、音痴である亮のパートはレコーディングが難航し、最終的には亮の声に似た別人の声を亮のパートとして使用することになったという[1]。このことは、淳がカミングアウトするまで亮本人も知らなかった。

## 収録曲
1. 岬
作詞・作曲：真島昌利、編曲：TOUL SOUL BROTHERS
  - 日本テレビ系ドラマ『新宿暴走救急隊』オープニングテーマ
  - この曲をテレビで取り上げるとき、淳が「いい方のマーシーが作ってくれた」「犯罪を犯してない方のマーシーが作ってくれた」とコメントすることがある[2]。
2. HEY! SLOT MACHINE
作詞：佐々木収、作曲・編曲：鈴木秋則
3. 岬 (Instrumental)
4. HEY! SLOT MACHINE (Instrumental)